# Sukuta
Sukuta  este un oraș  în  diviziunea  Western, Gambia, suburbie a orașului Serekunda.